# Румыния на летних Олимпийских играх 1980
Румыния на Летних Олимпийских играх 1980 года в Москве была представлена 228 спортсменами (154 мужчины, 74 женщины), которые приняли участие в соревнованиях по 20 видам спорта. Они завоевали 6 золотых, 6 серебряных и 13 бронзовых медалей, что вывело сборную на 7 место в неофициальном командном зачёте.

## Медалисты
| Медаль  | Спортсмен | Вид спорта                  | Дисциплина                               |
| ------- | --- | --------------------------- | ---------------------------------------- |
| Золото  | Иван Пацайкин Тома Симьонов | Гребля на байдарках и каноэ | Мужчины, каноэ-двойки, 1000 метров       |
| Золото  | Надя Команечи | Спортивная гимнастика       | Женщины, бревно                          |
| Золото  | Надя Команечи | Спортивная гимнастика       | Женщины, вольные упражнения              |
| Золото  | Санда Тома | Академическая гребля        | Женщины, одиночки                        |
| Золото  | Корнелиу Йон | Стрельба                    | Мужчины, скорострельный пистолет, 25 м   |
| Золото  | Штефан Русу | Борьба                      | Мужчины, греко-римская борьба, до 68 кг  |
| Серебро | Иван Пацайкин Петре Капуста | Гребля на байдарках и каноэ | Мужчины, каноэ-двойки, 500 метров        |
| Серебро | Михай Зафиу Василе Дыба Йон Джантэ Никушор Ешану | Гребля на байдарках и каноэ | Мужчины, байдарки-четвёрки, 1000 метров  |
| Серебро | Эмилия Эберле Надя Команечи Родика Дунка Мелита Рюн Кристина Григораш Думитрица Турнер | Спортивная гимнастика       | Женщины, командное первенство            |
| Серебро | Надя Команечи | Спортивная гимнастика       | Женщины, абсолютное первенство           |
| Серебро | Эмилия Эберле | Спортивная гимнастика       | Женщины, брусья                          |
| Серебро | Константин Александру | Борьба                      | Мужчины, греко-римская борьба, до 48 кг  |
| Бронза  | Думитру Чипере | Бокс                        | Мужчины, до 54 кг                        |
| Бронза  | Валентин Силаги | Бокс                        | Мужчины, до 75 кг                        |
| Бронза  | Василе Дыба | Гребля на байдарках и каноэ | Мужчины, байдарки-одиночки, 500 метров   |
| Бронза  | Йон Бырлэдяну | Гребля на байдарках и каноэ | Мужчины, байдарки-одиночки, 1000 метров  |
| Бронза  | Ангелаке Донеску Думитру Велику Петре Рошка | Конный спорт                | Выездка, командное первенство            |
| Бронза  | Мелита Рюн | Спортивная гимнастика       | Женщины, брусья                          |
| Бронза  | Мелита Рюн | Спортивная гимнастика       | Женщины, опорный прыжок                  |
| Бронза  | Штефан Бирталан Иосиф Борош Адриан Косма Чезар Дрэгэницэ Мариан Думитру Корлелиу Дурэу Александру Фёлькер Клаудиу Ионеску Николаэ Мунтяну Василе Стынгэ Лучиан Василаке Некулаи Василкэ Раду Война Маричел Войня | Гандбол                     | Мужчины                                  |
| Бронза  | Валерия Рэчилэ Ольга Хомеги | Академическая гребля        | Женщины, двойки парные                   |
| Бронза  | Анджелика Апостяну Марлена Предеску-Загони Родика Фрынту Флорика Букур Родика Пушкату Ана Ильюцэ Мария Константинеску Елена Бондар Елена Добрицою                                                                | Академическая гребля        | Женщины, восьмёрки распашные с рулевой   |
| Бронза  | Петре Дику | Борьба                      | Мужчины, греко-римская борьба, до 90 кг  |
| Бронза  | Василе Андрей | Борьба                      | Мужчины, греко-римская борьба, до 100 кг |
| Бронза  | Корнелиу Орос Лауренцу Думэною Дан Гырляну Нику Стоян Сорин Макавей Константин Стеря Николае Поп Гюнтер Энеску Вальер-Корнелиу Кифу Мариус Ката-Китига Флорин Мина Виорел Манолэ                                 | Волейбол                    | Мужчины                                  |

## Результаты соревнований

### Академическая гребля
В следующий раунд из каждого заезда проходили несколько лучших экипажей (в зависимости от дисциплины). В финал A выходили 6 сильнейших экипажей, ещё 6 экипажей, выбывших в полуфинале, распределяли места в малом финале B
Мужчины
| Соревнование | Спортсмены                     | Предварительный заезд | Предварительный заезд | Предварительный заезд | Отборочный заезд | Отборочный заезд | Отборочный заезд | Полуфинал | Полуфинал | Полуфинал | Финал   | Финал   | Итоговое место |
| Соревнование | Спортсмены                     | Заезд                 | Время                 | Место                 | Заезд            | Время            | Место            | Заезд     | Время     | Место     | Время   | Место   | Итоговое место |
| ------------ | ------------------------------ | --------------------- | --------------------- | --------------------- | ---------------- | ---------------- | ---------------- | --------- | --------- | --------- | ------- | ------- | -------------- |
| двойки       | Константин Постою Валериу Тома | 1                     | 7:30,90               | 2 Q                   | не участвовали   | не участвовали   | не участвовали   | 2         | 6:52,70   | 2 QA      | Финал A | Финал A | 4              |
| двойки       | Константин Постою Валериу Тома | 1                     | 7:30,90               | 2 Q                   | не участвовали   | не участвовали   | не участвовали   | 2         | 6:52,70   | 2 QA      | 6:53,49 | 4       | 4              |

### Современное пятиборье
Современное пятиборье включает в себя: стрельбу, плавание, фехтование, верховую езду и бег.
Мужчины
| Соревнование              | Спортсмены                                   | Конкур | Конкур | Конкур | Фехтование | Фехтование | Фехтование | Стрельба  | Стрельба | Стрельба | Плавание | Плавание | Плавание | Бег     | Бег   | Бег   | Всего     | Всего |
| Соревнование              | Спортсмены                                   | Штраф  | Очки   | Место  | Побед      | Очки       | Место      | Попаданий | Очки     | Место    | Время    | Очки     | Место    | Время   | Очки  | Место | Результат | Место |
| ------------------------- | -------------------------------------------- | ------ | ------ | ------ | ---------- | ---------- | ---------- | --------- | -------- | -------- | -------- | -------- | -------- | ------- | ----- | ----- | --------- | ----- |
| Индивидуальное первенство | Думитру Спырля                               | 0      | 1,100  | 4      | 23         | 844        | 13         | 190       | 912      | 31       | 3:31,318 | 1,184    | 13       | 14:09,3 | 1,018 | 35    | 5058      | 22    |
| Командное первенство      | Думитру Спырля Дьюла Галовичи Сезар Рэдукану | 3064   | 3064   | 7      | 2262       | 2262       | 9          | 2450      | 2450     | 12       | 3488     | 3488     | 6        | 3126    | 3126  | 9     | 14 390    | 11    |